# Massiola
Massiola (piemontiul: Maciòla) település Olaszországban. Lakosainak száma 114 fő (2023. január 1.). Massiola Anzola d’Ossola és Valstrona községekkel határos.

## Népesség
A település népességének változása:
| Lakosok száma | 131  | 128  | 114  |
|               | 2017 | 2018 | 2023 |